# 硝酸鈰銨
硝酸鈰銨是化學物質的一種，外觀为呈现橘紅色的晶體，分子式為 (NH4)2Ce(NO3)6，通常在有機合成中作为氧化剂及生产其它含铈化合物。硝酸铈铵溶于水时，完全电离，生成NH+
4、Ce4+
和NO−
3三种离子。
硝酸铈铵固体中含有两种离子：NH4+ 和 [Ce(NO3)6]2−。六硝酸根合铈（IV）离子中，硝酸根作为双齿配体与Ce螯合。

六硝酸根配铈(Ⅳ)阴离子

## 制备
硝酸铈铵可由硝酸铈(III)为原料制备：
2 Ce(NO3)3 + 6 NH3·H2O + H2O2 → 2 Ce(OH)4↓ + 6 NH4NO3
将氢氧化铈(IV)用硝酸溶解，加铵盐沉淀，得到硝酸铈铵：
Ce(OH)4 + 4 H+ + 2 NH4+ + 6 NO3− → (NH4)2Ce(NO3)6↓ + 4 H2O